# Pluja àcida (pel·lícula)
Pluja àcida (títol original en francès Acide) és una pel·lícula de fantasia dramàtica en llengua francesa del 2023 dirigida per Just Philippot a partir d'un guió de Philippot i Yacine Badday. La pel·lícula és una coproducció entre França i Bèlgica. És una expansió del curtmetratge homònim de Philippot del 2018. Ha estat doblada i subtitulada al català.
La pel·lícula es va estrenar al 76è Festival Internacional de Cinema de Canes el 21 de maig de 2023. Es va estrenar a França el 20 de setembre de 2023.

## Argument
Durant una onada de calor, núvols estranys comencen a caure pluja àcida, causant devastació i pànic a tota França. En un món que es troba al límit, una noia i els seus pares divorciats han d'unir forces per enfrontar-se i intentar escapar d'aquesta catàstrofe climàtica.

## Repartiment
- Guillaume Canet com a Michal[7]
- Laetitia Dosch com a Elise[7]
- Patience Munchenbach com a Selma[7]
- Marie Jung com a Deborah
- Martin Verset com a William

## Producció

### Desenvolupament
Acide és una expansió de llargmetratge del curtmetratge homònim de Just Philippot. que es va estrenar el 2018. Philippot va desenvolupar Acide paral·lelament al seu primer llargmetratge La Nuée, ambdues a través de la companyia Bonne Pioche Cinéma. Va escriure el guió amb Yacine Badday.
Acide va ser produïda per Yves Darondeau, Emmanuel Priou i Clément Renouvin per Bonne Pioche Cinéma i per Ardavan Safaee per Pathé Films. Va ser coproduïda per France 3 Cinéma, Caneo Films de Guillaume Canet, Umedia de Bèlgica i Logical Content Ventures.

### Rodatge

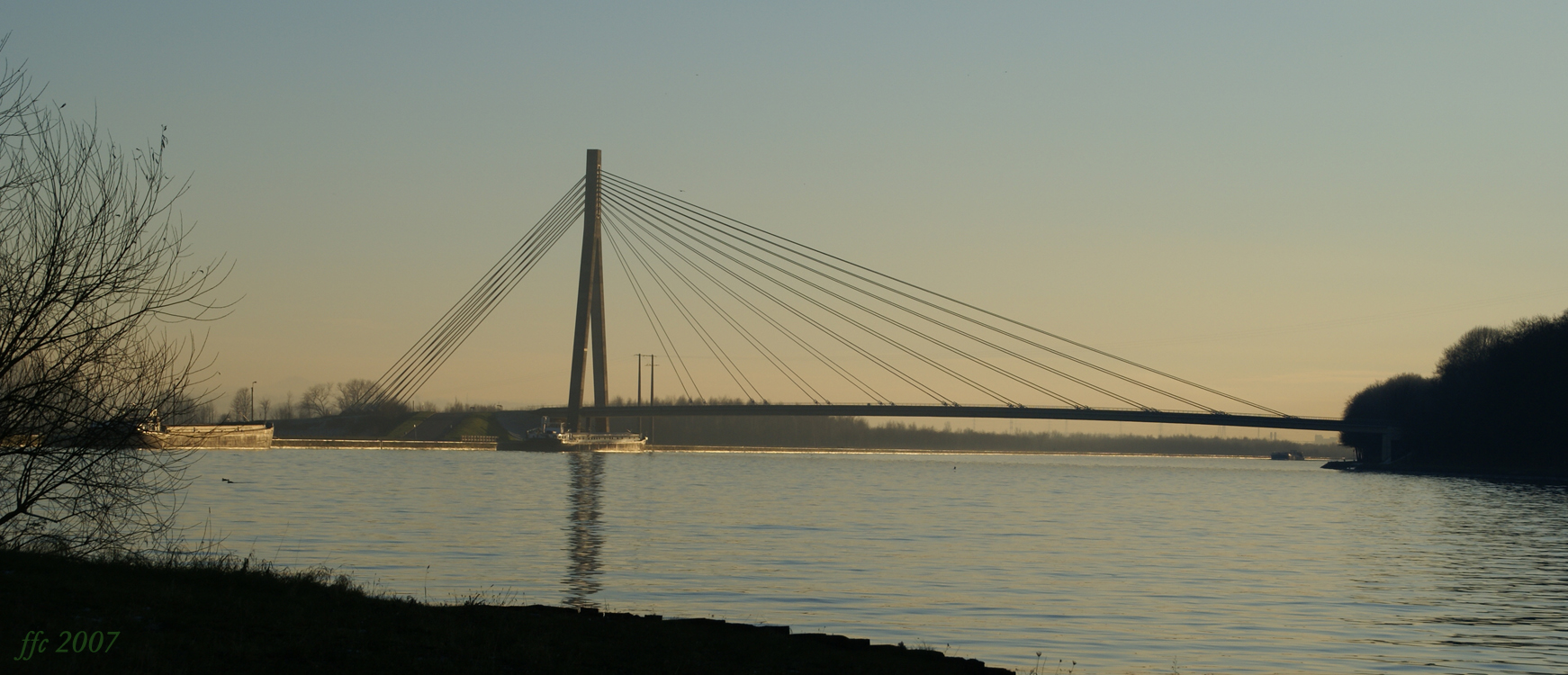
Pont de Lanaye

La fotografia principal va començar el 7 de març de 2022, sota el títol provisional Eau-Forte. Entre el 24 de març i el 7 d'abril de 2022, el rodatge es va dur a terme a Pecqueuse, Essonne.
El rodatge també va tenir lloc a Bèlgica. Part del rodatge va tenir lloc a Visé entre l'11 i el 26 d'abril de 2022, amb el Pont de Lanaye tancat per facilitar la producció. També es va rodar al fort d'Emines, província de Namur, i a Braine-le-Comte, Hainaut, inclòs al Bois de la Houssière els dies 26 i 27 d'abril de 2022. El rodatge va concloure a mitja nit del 10 de maig de 2022.

### Música
La música de la pel·lícula va ser composta per Robin Coudert.

## Estrena
La pel·lícula va ser seleccionada per ser projectada fora de competició a la secció Midnight Screenings al 76è Festival Internacional de Cinema de Canes on es va estrenar el 21 de maig de 2023.
La pel·lícula es va estrenar a les sales de cinema a França el 20 de setembre de 2023 per Pathé. A les Filipines, la pel·lícula va ser estrenada per Pioneer Films com a Acid Rain el 17 de gener de 2024.

## Recepció

### Resposta crítica
A AlloCiné, la pel·lícula va rebre una valoració mitjana de 3,2 sobre 5 estrelles, basada en 36 ressenyes de la crítica francesa.
En una ressenya de la pel·lícula després de l'estrena a Canes, Cécile Mury de Télérama ha elogiat "una pel·lícula de desastres que persegueix amb el seu realisme contemporani, en la qual Guillaume Canet ofereix una actuació sorprenent plena de tensió". Philippe Guedj de Le Point va elogiar el director que "napalma feliçment els tòpics del gènere Emmerich i manté fins al final l'empremta d'una pel·lícula que traspua la ira". Première va incloure Acide a la seva llista "Top 10" de totes les pel·lícules projectades a Canes el maig de 2023, i més tard, després de la seva estrena en cinemes, va elogiar el llargmetratge: "Un gran espectacle introspectiu que s'encarna constantment en moviment". la pel·lícula: "Mantenint-nos constantment alerta, Acide és un autèntic èxit que, per una vegada, fa honor al nostre cinema nacional". L'Écran fantastique va dedicar la seva portada de setembre a la pel·lícula: "Mantenint-nos constantment alerta, Acide és un autèntic èxit que, per una vegada, fa honor al nostre cinema nacional". A més, els editors de Mad Movies van elogiar una "carrera esgotadora contra el temps que combina hàbilment els seus temes socioclimàtics amb el seu enfocament de l'horror", així com una "barreja de fantasia social que és una clara millora de La Nuée". En una ressenya de Yal Sadat, Cahiers du cinéma va elogiar l'inventiva de la pel·lícula com un encreuament entre el terror i el drama familiar, "inventant un contrapunt pessimista i fredament racional (en francès, en definitiva) a les superproduccions "verdes" inclinades a la promesa d'un final feliç".
Tim Grierson, de Screen International, va reconèixer la barreja de gèneres de la pel·lícula: "Philippot combina aspectes de la pel·lícula de desastres i el drama nacional, abordant cada gènere amb eufemisme per oferir un estudi modest de les alteracions personals i socials, i negant-se a oferir resolucions ordenades en qualsevol dels dos fronts." Martyn Conterio de The London Economic va lamentar la conclusió insatisfactòria de la pel·lícula i la manca de pressupost per a grans efectes especials, però també va elogiar l'execució de la seva por i suspens, així com la personalitat "espinosa" del personatge de Canet, que contribueixen a "un excel·lent drama interpersonal i escenes d'alta tensió".

### Reconeixements
| Premi        | Data de cerimònia    | Categoria               | Receptor(s)  | Resultat | Ref.          |
| ------------ | -------------------- | ----------------------- | ------------ | -------- | ------------- |
| Premis César | 23 de febrer de 2024 | Millors efectes visuals | Thomas Duval | Nominat  | [ 34 ] [ 35 ] |